# شعب القرن (ناطع)

تعديل مصدري - تعديل

شعب القرن هي إحدى قرى عزلة الحساء بمديرية ناطع التابعة لمحافظة البيضاء، بلغ تعداد سكانها 269 نسمة حسب تعداد اليمن لعام 2004.